# An-Nazla ash-Sharqiya
An-Nazla ash-Sharqiya, en arabe : النزله الشرقيه, est une ville du gouvernorat de Tulkarem en Palestine, au nord-ouest de la Cisjordanie. Elle est située à 18 kilomètres au nord-est de Tulkarem. Selon le recensement du Bureau central palestinien des statistiques, la localité compte une population de 1 623 habitants en 2017.